# Ilha do Paty
A Ilha do Paty é uma ilha localizada na Baía de Todos-os-Santos. Ela faz parte do município baiano de São Francisco do Conde, na Região Metropolitana de Salvador. Em 2021, a ilha foi reconhecida como uma comunidade quilombola. O lugar é conhecido pelo tradição das paparutas, um grupo de mulheres que preparam pratos e dançam enquanto seguram eles. A tradição se originou de uma comédia teatral encenada no local no começo do século XIX.

## Ver Também
- Lista de ilhas da Bahia